# Åsslåttjärnarna
Åsslåttjärnarna är varandra näraliggande sjöar i Älvdalens kommun i Dalarna och ingår i Dalälvens huvudavrinningsområde.
- Åsslåttjärnarna (Idre socken, Dalarna, 685986-133323), sjö i Älvdalens kommun, 61°48′59″N 12°38′23″Ö / 61.8165°N 12.6397°Ö (3,08 ha)
- Åsslåttjärnarna (Idre socken, Dalarna, 686015-133321), sjö i Älvdalens kommun, 61°49′05″N 12°38′15″Ö / 61.8181°N 12.6375°Ö (2,04 ha)